# Phyllanthus moratii
Phyllanthus moratii är en emblikaväxtart som beskrevs av Maurice Schmid. Phyllanthus moratii ingår i släktet Phyllanthus och familjen emblikaväxter. Inga underarter finns listade i Catalogue of Life.